# NGC 3815
NGC 3815 est une galaxie spirale située dans la constellation du Lion. NGC 3815 a été découverte par l'astronome germano-britannique William Herschel en 1785.

## Caractéristiques
La classe de luminosité de NGC 3815 est I-II et elle présente une large raie HI.

### Distance
Sa vitesse par rapport au fond diffus cosmologique est de 4 013 ± 22 km/s, ce qui correspond à une distance de Hubble de 59,2 ± 4,2 Mpc (∼193 millions d'al).
À ce jour, trois mesures non basées sur le décalage vers le rouge (redshift) donnent une distance de 63,933 ± 1,168 Mpc (∼209 millions d'al), ce qui est à l'intérieur des valeurs de la distance de Hubble.

## Groupe de NGC 3798

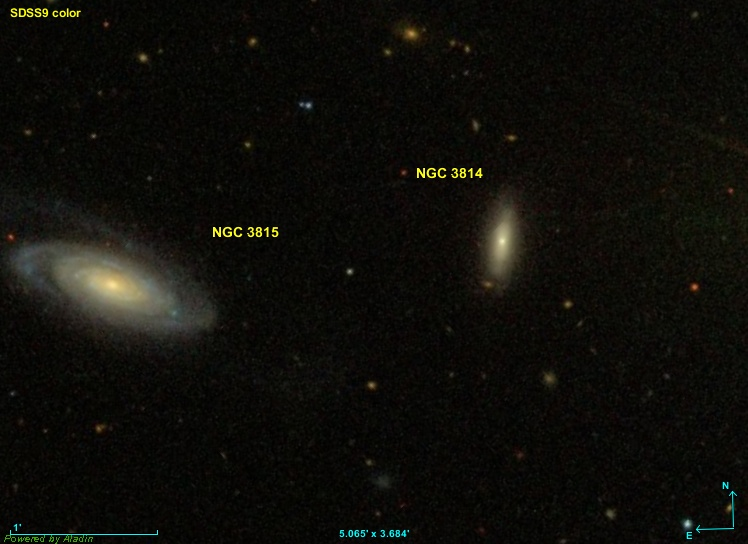
NGC 3815 et NGC 3814

Selon A.M. Garcia dans un article publié en 1993 et Abraham Mahtessian dans un article publié en 1998, NGC 3815 fait partie d'un trio de galaxies, le groupe de groupe de NGC 3798. L'autre galaxie du trio est NGC 3812.
Il est étonnant que la galaxie NGC 3814 n'ait pas été incluse dans ce groupe. Elle est très rapprochée de NGC 3815 et sa distance Hubble de 57,4 Mpc est presque la même que la moyenne du groupe, soit 58,0 Mpc.